# Diez años después
10 Years (Diez años después) es una comedia romántica estadounidense de 2011 dirigida por Jamie Linden, en su debut como director, y protagonizada por un reparto coral que incluye a Channing Tatum, Jenna Dewan, Justin Long, Kate Mara, Rosario Dawson, Lynn Collins, Chris Pratt, Scott Porter, Brian Geraghty, Anthony Mackie, Kelly Noonan y Juliet Lopez. La película fue estrenada el 14 de septiembre de 2012 de manera limitada en los Estados Unidos.

## Reparto
- Channing Tatum[1] como Jake.
- Jenna Dewan como Jess.

Actual pareja de Jake que lo acompaña.
- Justin Long como Marty Burn.

Como un estudiante que viene de la gran ciudad con esperanzas de noche inolvidable.
- Kate Mara  como Elise.

Una joven que pocos recuerdan al ser retraida, pero tiene alguien que esperaba verla.
- Rosario Dawson como Mary.

Expareja de Jake en el colegio compartieron y actualmente tiene pareja.
- Lynn Collins como Anna.

La popular 
- Chris Pratt[2] como Cully. Un estudiante que hacia bully a muchos.
- Scott Porter como Scott.
- Oscar Isaac como Reeves.

El que se volvió cantante y se hizo famoso.
- Ari Graynor como Sam.

La actual pareja de Rich.
- Brian Geraghty como Garrity Liamsworth.
- Max Minghella como AJ.
- Anthony Mackie como Andre Irine.
- Nick Zano como Nick Vanillo.
- Kelly Noonan como Julie.
- Juliet Lopez como Becky.
- Aubrey Plaza como Olivia.

Como la novia invitada del cual conoce poco el pasado de su pareja.
- Eiko Nijo como Suki.
- Ron Livingston como Paul.
- Aaron Yoo como Peter Jung.

## Producción
Un cortometraje titulado Ten Year fue producido en 2011 por Channing Tatum para obtener financiamiento para el largometraje.
La película fue producida por Marty Bowen, Reid Carolin, Wyck Godfrey y Channing Tatum. El guion fue escrito por Jamie Linden. La película se rodó en Nueva York, California y Nuevo México, con la filmación iniciándose en enero de 2011.

## Estreno
La película tuvo su estreno en el Festival Internacional de Cine de Toronto.